# 15092 Beegees
15092 Beegees è un asteroide della fascia principale. Scoperto nel 1999, presenta un'orbita caratterizzata da un semiasse maggiore pari a 3,0160247 au e da un'eccentricità di 0,0252758, inclinata di 9,70044° rispetto all'eclittica.
L'asteroide è dedicato ai tre fratelli Gibbs componenti del gruppo musicale Bee Gees.